# Na Guardis

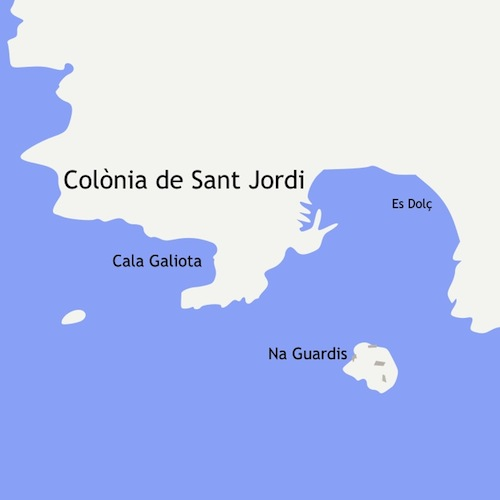
Na Guardis vor der Küste der Colònia de Sant Jordi

Die kleine Insel Na Guardis vor der Küste der Colònia de Sant Jordi war Platz der ersten 1981 entdeckten punischen Kolonie vor der spanischen Baleareninsel Mallorca, die im 4. Jahrhundert v. Chr. gegründet und zwischen 130 und 120 v. Chr. von römischen Legionen erobert wurde.
Auf dem höchsten Punkt der Insel liegen die Reste eines langgestreckten rechteckigen Gebäudes, das in zwei ungleich große Einheiten aufgeteilt ist. Der Zugang Richtung Hafen im Norden der Insel sollte die Lagerung von Waren, die mit den Schiffen ankamen, erleichtern. Die Anwesenheit von Haushaltsware, die bei der Grabung von Víctor M. Guerrero Ayuso gefunden wurde, zeigt, dass das Gebäude auch zur Herstellung von Vasen, Tellern und anderen Objekten aus Ton genutzt wurde. Um das Haus lagen Werkstätten (mit einem Bauopfer im Fundament) mit einem Ofen für die Metallverarbeitung und entsprechende Nebengebäude. Hier sind auch zwei antike Schiffe gesunken.
Die Insel Na Moltona, liegt 600 m östlich.